# Jim Sonzero
Jim Sonzero és un director de cinema i de vídeo musical. Va codirigir "Can't Let Go de Mariah Carey". El seu primer llargmetratge com a director va ser Pulse, una pel·lícula de terror protagonitzada per Kristen Bell. Va ser el director de escena de Killzone 3 i Resident Evil 5.